# Colsterworth
Colsterworth är en by och en civil parish i South Kesteven, Lincolnshire, England. Orten har 1 285 invånare (2016). Parish har 1 508 invånare (2001). Den har en kyrka. Byn nämndes i Domedagsboken (Domesday Book) år 1086, och kallades då Colsteuorde/Colstewrde.